# Matheus Hava
Matheus Hava é um modelo brasileiro.

## História

### Início de vida
Nascido em Feira de Santana, Bahia, começou sua carreira como vendedor ambulante antes de se dedicar à moda. Com a chegada da pandemia de COVID-19 e a interrupção das suas atividades, decidiu dar uma nova oportunidade ao sonho de modelar.

### Início de carreira
Iniciou sua carreira de modelo em 2021, quando foi descoberto pela agência Way Model. Em pouco tempo, Matheus já desfilava para grandes marcas como Armani, Missoni, Lacoste e Calvin Klein, além de estrelar campanhas publicitárias e editoriais de moda em publicações internacionais. Em junho de 2024, estrelou a campanha mundial da Versace em prol da comunidade LGBT.